# Tullio Boi
Tullio Boi (Cagliari, 9 maggio 1961) è un disegnatore italiano.

## Biografia
Tullio Boi è un vignettista satirico. Nasce a Cagliari nel 1961 e si laurea in ingegnere nel 1985 .
Incomincia a dedicasi all'attività di vignettista nel 2006 col soprannome di Brulliotoi arrivando a pubblicare dal 2007 al 2009 su vari siti come panorama.it, altravoce.net e corriere.it. Pubblica anche sul Quotidiano della Satira, sul Vernacoliere e vari quotidiani sardi. Lavora anche per la televisione con un programma su Sardegna1tv. Alcuni suoi lavori sono stati ospitati sul sito di Beppe Grillo nell'estate 2007. Nel 2008 è il vignettista di Tiscali Notizie. Un personaggio di sua invenzione, CauBoi, è sulle magliette degli atleti disabili come testimonial dei Paralympic Days del 2008. A fine 2008 pubblica “Il Cervello della Mucca in Carrozzina”. 
Successivamente pubblica “2010, Odissea di una Mucca in Carrozzina” per Carlo Delfino Editore, una satira con una raccolta delle migliori vignette del periodo. Sul quotidiano Sardegna24 pubblica giornalmente vignette satiriche sin dal primo numero (luglio 2011) che poi vengono raccolte nel volume “Abile non arruolato” con l'aggiunta di vignette inedite nel 2012 (Domus de Janas editore). 
Successivamente cura con altri autori per conto dell'associazione "Legalità e giustizia" la raccolta di vignette "Legalmente" (Tempesta Editore, 2014) e nello stesso anno insieme a Pietro Vanessi realizza "Disabillkill", dizionario satirico sulla disabilità, con prefazione di Sergio Staino e la collaborazione di altri disegnatori.